# لولوبة صغيرة
لولوبة صغيرة (الاسم العلمي:Spiranthes pusilla) هو نوع من النباتات يتبع جنس اللولوبة من الفصيلة السحلبية.